# 具柄美登木
具柄美登木（學名：Maytenus stipitata）是一种卫矛科植物。是一种墨西哥特有的树种。